# Cessna DC-6
Cessna Model DC-6 là một loại máy bay thông dụng 4 chỗ của Hoa Kỳ trong thập niên 1920, do Cessna Aircraft Company chế tạo. Quân đoàn Không quân Lục quân Hoa Kỳ định danh DC-6 là UC-77/UC-77A.

## Biến thể

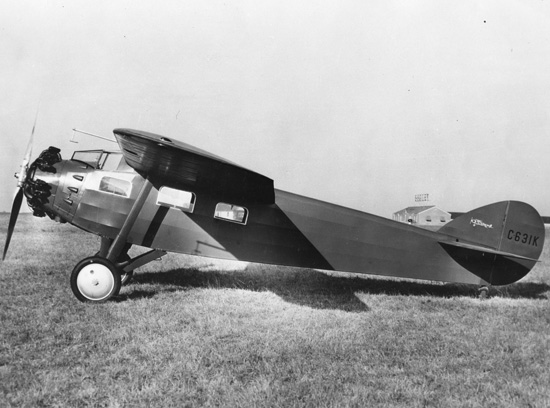
DC-6B

Model DC-6A
Model DC-6B
UC-77
UC-77A

## Quốc gia sử dụng
Hoa Kỳ
- Không quân Lục quân Hoa Kỳ